# 1952 en Ontario
Chronologie de l'Ontario
- 1948
- 1949
- 1950
- 1951
- 1952
- 1953
- 1954
- 1955
- 1956

Cette page concerne les événements survenus en 1952 dans la province canadienne de l'Ontario.

## Politique
- Premier ministre : Leslie Frost du parti progressiste-conservateur de l'Ontario
- Chef de l'Opposition :
- Lieutenant-gouverneur :
- Législature :

## Événements
- septembre : arrestation du Boyd Gang (en) à Toronto.
- 12 décembre : Accident nucléaire de Chalk River.

## Naissances
- 17 mai : Howard Hampton, politicien et ancien chef du Nouveau Parti démocratique de l'Ontario.
- 1er octobre : Jacques Martin, entraîneur de hockey sur glace.

## Décès
- 8 novembre : Harold Innis, professeur et militaire (° 5 novembre 1894).